# Can Gazà-ICES
Can Gazà, Institut contra l’Exclusió Social (ICES), és una associació que atén les persones necessitades de Mallorca des del 1978 a la finca agrícola de Can Gazà situada al Secar de la Real (Palma).
El 1978 la propietària de Can Gazà, Catalina Cañellas, la cedí a Jaume Santandreu (1938) perquè hi acollís les persones excloses i freturoses de tutela. Can Gazà, refundada l’abril de 1996, vol ser una família formada per malalts socials; incapacitats per al retorn al mercat laboral ordinari; amb afeccions orgàniques de distint grau (algunes irreversibles) sobrevingudes a l'alcoholisme o toxicomania; sense suport social ni familiar, i amb escassos o nuls recursos econòmics. Té una capacitat màxima de 30 persones, nombre que s'ha mantingut des del començament. Des del 2003 la gestió de Can Gazà la duu a terme l’associació Can Gazà, Institut contra l’Exclusió Social.
La pràctica assistencial de Can Gazà es basa en l’ús de la xarxa pública de serveis socials i sanitaris, preferentment; d’aquesta manera, es racionalitza en grau extrem l’equip responsable, amb la qual cosa pràcticament la totalitat dels recursos econòmics recauen directament sobre les persones assistides. També empra la finca agrícola com a camp de laborteràpia. Finalment, el finançament va a càrrec d’una xarxa d’amics i cooperants, fet que els permet viure sense cap excedent però amb la màxima dignitat compartint tots els recursos. En aquest sentit, cada membre és responsable primer d’ell mateix i després dels espais de la casa i de la seva dinàmica interna i de la resta de familiars.
L'associació també té per objectius recollir els fons econòmics necessaris per sobreviure dignament dins l’austeritat i d’implicar-hi les administracions públiques i difondre el seu model d’autogestió i familiar d’atenció a la necessitat humana.
El 2009 l'associació fou guardonada pel Govern de les Illes Balears amb el premi Ramon Llull.